# Aeropuerto de Cagliari-Elmas

Metro de Cagliari

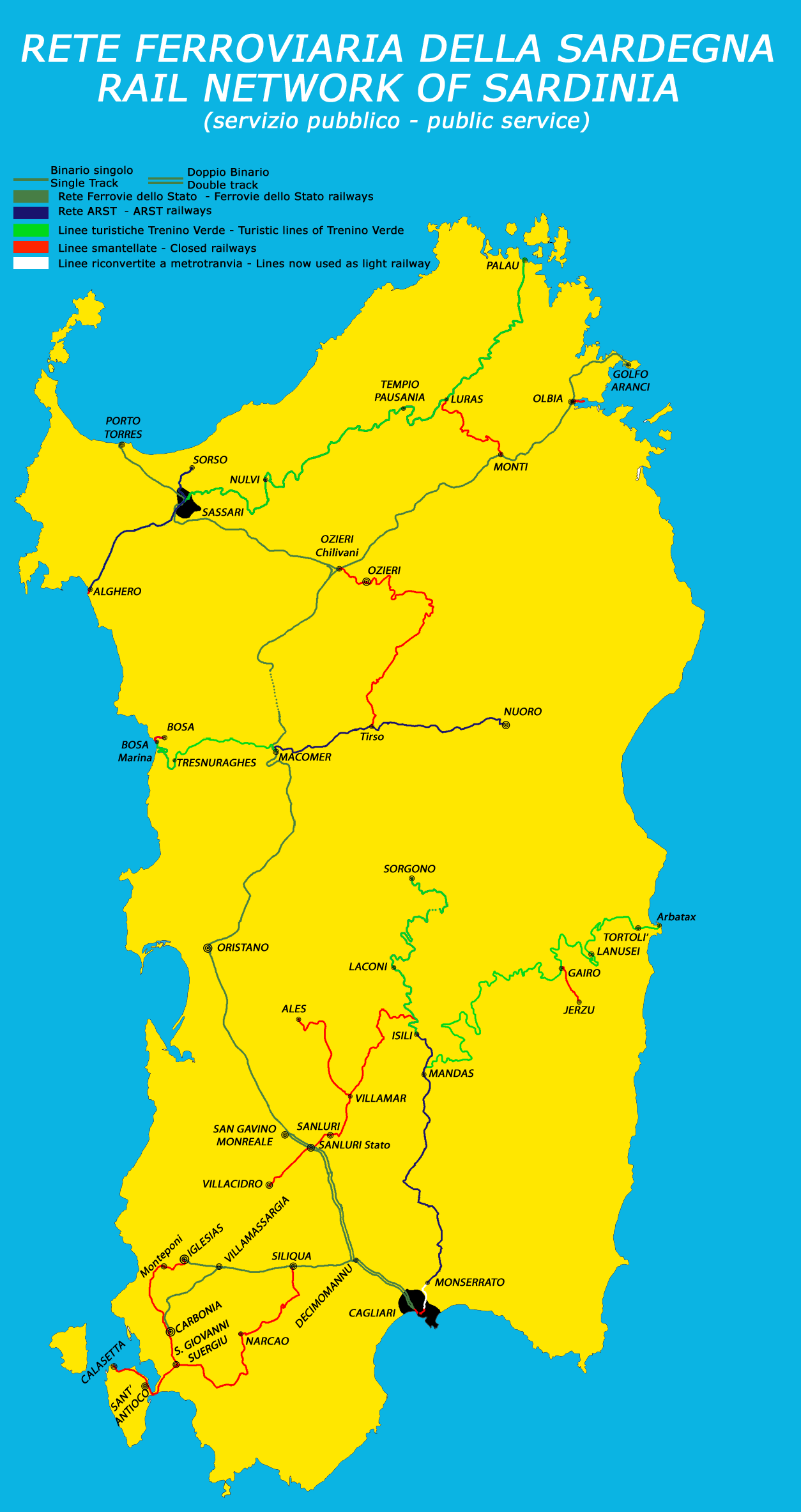
Trenitalia también sirve la estación.

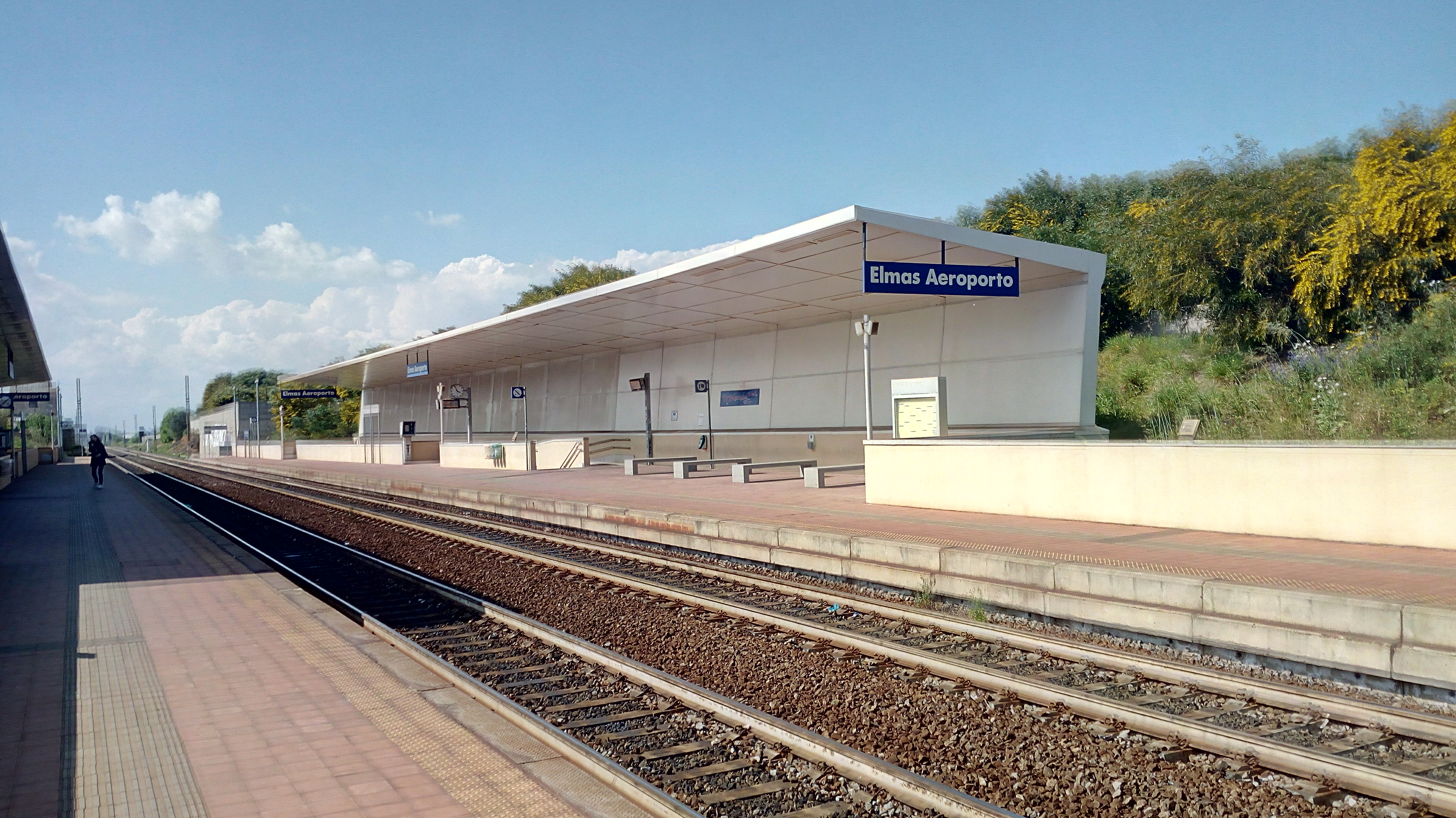
Estación Elmas Aeroporto

El Aeropuerto de Cagliari-Elmas (IATA: CAG, OACI: LIEE) es un aeropuerto internacional próximo a Cagliari en la isla de Cerdeña, Italia. El aeropuerto fue recientemente mejorado y la terminal fue ampliada hasta contar con seis fingers para el embarque de pasajeros.
En 2007 el aeropuerto vio pasar a 2.645.845 pasajeros.

## La terminal
En 2003, se abrió una nueva terminal inaugurada por el presidente de la República Italiana, Carlo Azeglio Ciampi. La nueva terminal tiene capacidad para atender a cuatro millones de pasajeros al año. La terminal tiene tres plantas que son:
Nivel 1: "Llegadas" Internacionales y Domésticas
- 4 mostradores de reclamación de equipajes de vuelos nacionales
- 2 mostradores de reclamación de equipajes de vuelos internacionales
- 1 Droguería
- 1 Cafetería/Restaurante
- 1 Banco con cajero automático
- Mostradores de alquiler de coches
- 1 oficina de correos
- Un puesto de primeros auxilios

Nivel dos: Zona de facturación - "salidas"
- 42 mostradores de facturación
- 12 tiendas
- 1 Droguería
- 1 Cafetería/Restaurante
- Oficinas de venta de billetes
- Zona VIP
- Restaurantes
- Puestos de información

Nivel dos: "Puertas"
- 6 fingers
- 2 cafeterías
- algunas tiendas

Nivel tres: "Oficinas"
- Oficinas de So.G.Aer.
- Restaurante
- Centros de negocios con oficinas.

## Aerolíneas y destinos
| Aerolíneas        | Destinos |
| ----------------- | --- |
| AeroItalia        | Estacional: Forlì |
| Air France        | Estacional: París–Charles de Gaulle |
| Air Malta         | Malta |
| AlbaStar          | Estacional: Bérgamo |
| Austrian Airlines | Estacional: Viena |
| British Airways   | Londres–Gatwick |
| easyJet           | Milán–Malpensa Estacional: Basilea/Mulhouse, Ginebra, Londres–Gatwick, Lyon, Nápoles, París–Orly |
| Edelweiss Air     | Estacional: Zürich |
| Eurowings         | Estacional: Düsseldorf, Stuttgart |
| flydubai          | Estacional: Dubai–International |
| ITA Airways       | Milán–Linate, Roma–Fiumicino |
| KLM               | Estacional: Ámsterdam |
| Lufthansa         | Estacional: Frankfurt, Munich |
| Luxair            | Estacional: Luxemburgo |
| Marathon Airlines | Chárter estacional: Innsbruck |
| Neos              | Estacional: Bolonia, Milán–Malpensa, Verona |
| Ryanair           | Bari, Beauvais, Bérgamo, Bolonia, Budapest, Catania, Charleroi, Cuneo, Génova, Cracovia, Londres–Stansted, Malta, Milán–Malpensa, Nápoles, Nuremberg, Palermo, Parma, Pisa, Oporto, Roma–Ciampino, Sevilla, Trieste, Turín, Valencia, Venecia, Verona Estacional: Carcassonne, Dublín, Gothenburg, Hahn, Karlsruhe/Baden-Baden, Madrid, Palma de Mallorca, Perugia, Poznań, Rímini, Viena, Varsovia–Modlin, Weeze |
| SkyAlps           | Estacional: Bolzano |
| SmartWings        | Estacional: Praga |
| Transavia         | Estacional: París–Orly |
| Volotea           | Ancona, Barcelona, Milán–Linate, Naples, Roma–Fiumicino, Turín, Verona Estacional: Atenas, Bilbao, Bríndisi, Burdeos, Florencia, Lyon, Marsella, Nantes, Toulouse, Venecia |
| Vueling           | Barcelona |

## Estadísticas
Ver fuente y consulta Wikidata.